# Magnilobus
Magnilobus is een geslacht van haften (Ephemeroptera) uit de familie Leptophlebiidae.

## Soorten
Het geslacht Magnilobus omvat de volgende soorten:
- Magnilobus pacificola